# Teratopora irregularis
Teratopora irregularis är en fjärilsart som beskrevs av George Francis Hampson 1900. Teratopora irregularis ingår i släktet Teratopora och familjen björnspinnare. Inga underarter finns listade i Catalogue of Life.